# Bebè mania
Bebè mania (Funny About Love) è un film del 1991, diretto da Leonard Nimoy, con protagonista Gene Wilder.